# Timocles d'Atenes
Timocles (en llatí Timocles, en grec antic  Τιμοκλῆς) fou un escultor grec nascut a Atenes.
Era fill de Policles, també escultor. Plini el Vell parla de les seves escultures a Roma i diu que estaven fetes de marbre, i afegeix que juntament amb el seu pare va elaborar diverses estàtues, possiblement una d'Atena i una altra d'Asclepi, que es van col·locar al Pòrtic d'Octàvia.